# Перевірена шкала травми
Перевірена шкала (оцінка) травми (англ. RTS) — це фізіологічна система оцінки, яка базується на початкових життєвих ознаках пацієнта. Нижчий бал свідчить про більшу тяжкість травми.

## Використання в сортуванні

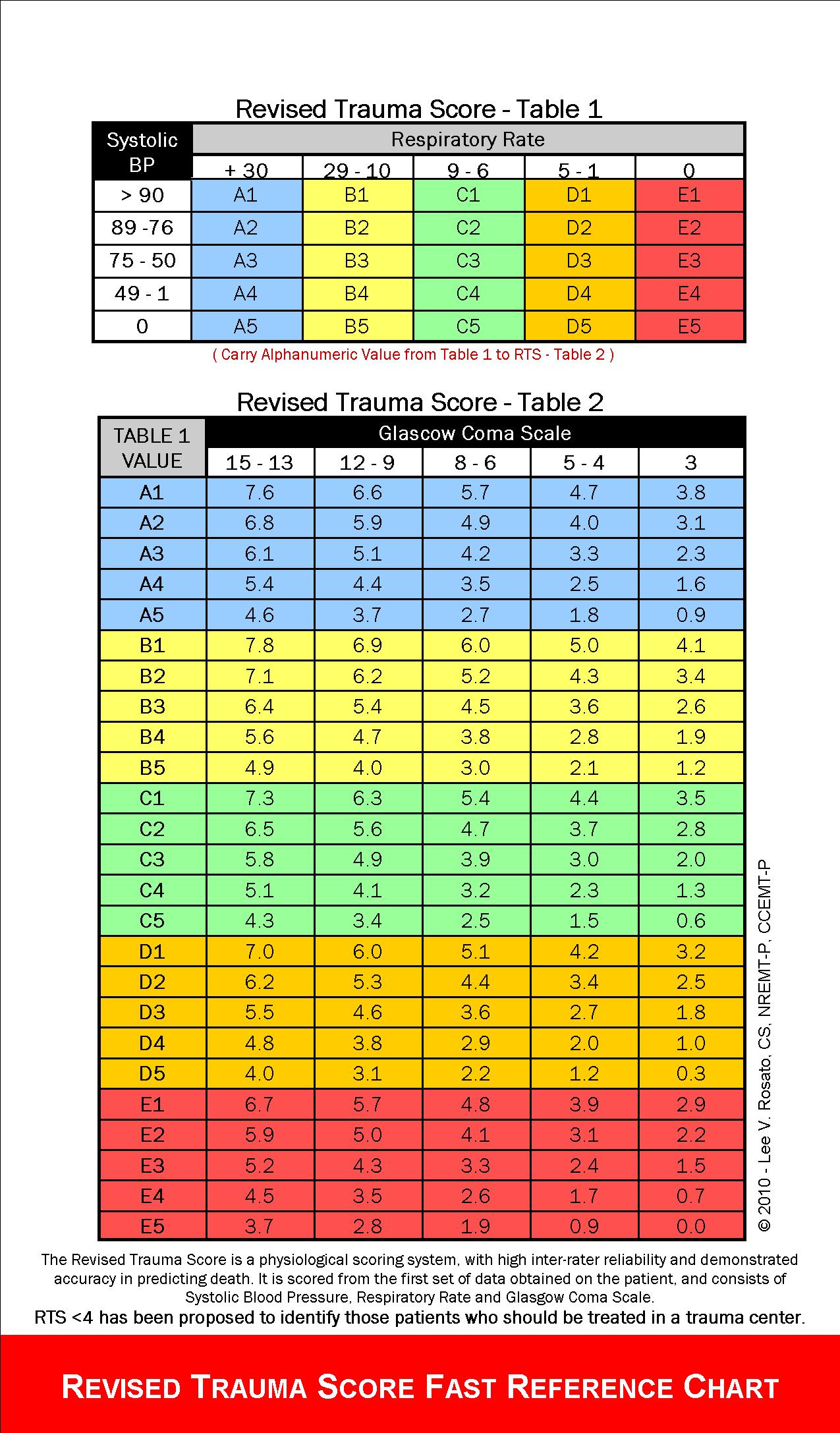

Перевірена оцінка травми складається з трьох категорій: шкала коми Глазго, систолічний артеріальний тиск і частота дихання. Діапазон балів 0–12. У сортуванні START пацієнт із балом RTS 12 позначається як відкладений, 11 — терміновий, а 3–10 — негайний. Ті, у кого RTS нижче 3, оголошуються мертвими і не повинні отримувати певної допомоги, оскільки вони навряд чи виживуть без значної кількості ресурсів.[джерело?]

## Оцінювання
Оцінка наступна:
| ШКГ (GCS) | Бали |
| 15–13     | 4    |
| 12–9      | 3    |
| 8–6       | 2    |
| 5–4       | 1    |
| 3         | 0    |

| АТс (SBP) | Бали |
| >89       | 4    |
| 76–89     | 3    |
| 50–75     | 2    |
| 1–49      | 1    |
| 0         | 0    |

| ЧДР (RR) | Бали |
| 10-29    | 4    |
| >29      | 3    |
| 6–9      | 2    |
| 1–5      | 1    |
| 0        | 0    |

Потім ці три показники (шкала коми Глазго (ШКГ, англ. GCS), систолічний артеріальний тиск (АТс, англ. SBP), частота дихання (ЧДР, англ. RR)) використовуються для отримання зваженої суми
RTS = 0,9368*GCS + 0,7326*SBP + 0,2908*RR.
Значення RTS знаходяться в діапазоні від 0 до 7,8408. RTS має велику вагу щодо шкали коми Глазго, щоб компенсувати велику травму голови без мультисистемної травми чи серйозних фізіологічних змін. Порогове значення RTS < 4 було запропоновано для визначення тих пацієнтів (травмованих, постраждалих), яких слід лікувати в травматологічному центрі, хоча це значення може бути дещо низьким.